# Кононенко Віталій Григорович (науковець)
Віта́лій Григо́рович Кононе́нко (* 1937) — український фізик, доктор фізико-математичних наук (1983), професор (1985).

## Життєпис
1961 року закінчив Харківський автомобільно-дорожній інститут, 1967-го — Харківський університет. Лишився працювати в Харківському університеті.
Протягом 1985—1996 років — завідувач кафедри фізики Харківського автомобільно-дорожнього технічного університету.
В 1996—2007 роках — завідувач кафедри природничих і математичних наук Інституту сходознавства і міжнародних відносин «Харківський колегіум». Одночасно в 1998—2001 роках — професор кафедри фізики Харківського військового університету. З 2007 року — на пенсії.

### Серед робіт
- «Дифузійно-дислокаційний механізм спікання», 1981
- «Механізми та кінематика локалізованих напружень у кристалах», 1982
- «Дислокаційно-дифузійні механізми релаксації напруг, локалізованих поблизу чужорідних включень в монокристалах (огляд)», 1985
- «Основи екології, навчальний посібник», 2001, у співавторстві.